# Simulium silvaticum
Simulium silvaticum är en tvåvingeart som först beskrevs av Rubtsov 1962.  Simulium silvaticum ingår i släktet Simulium och familjen knott. Inga underarter finns listade i Catalogue of Life.